# Бюджет Європейського Союзу
Бюджет Європейського Союзу (англ. Budget of the European Union) — план формування та використання фінансових ресурсів для забезпечення завдань і функцій, які здійснюються на європейському рівні (наприклад, сільське господарство, регіональний розвиток, космос, транс'європейські мережі, дослідження та інновації, охорона здоров'я, освіта і культура, міграція, захист кордонів та гуманітарна допомога).
Всі надходження ЄС та його видатки вносять до бюджету Спільноти на основі щорічних прогнозів. Втім винятком з цього правила є фінансування операційних витрат, пов'язаних з реалізацією положень розділів V та VI Договору про ЄС, яке може здійснюватися коштом країн-членів.
Розслідуванням та судовим переслідуванням у випадках шахрайства та зловживань із бюджетом ЄС займаються Європейське управління з питань запобігання зловживанням та шахрайству та Прокуратура Європейського Союзу.

## Принципи формування
В основу бюджету Спільноти покладено кілька принципів, зокрема:
- принцип об'єднання (всі надходження та видатки зводяться разом у єдиному документі);
- принцип річного періоду (операції бюджету стосуються бюджетного року);
- принцип збалансованості (видатки не можуть перевищувати надходження).

## Підготовка бюджету
Комісія готує проект бюджету і направляє його в Раду міністрів, яка розділяє бюджетні повноваження з Європейським Парламентом. Від класифікація витрат залежить, котра з цих двох інституцій визначатиме долю тієї чи іншої статті. Проте бюджет загалом затверджує або відхиляє Європейський Парламент; закон про бюджет набуває чинності після того, як його підписує президент Парламенту. Якщо Парламент не затверджує бюджет, Спільнота функціонує за місячним бюджетом, розрахованим на торішній базі, аж доки не буде ухвалений новий бюджет.

## Історія
На 2003 рік (останній рік перед розширенням ЄС) бюджет Спільноти був визначений у розмірі 97,5 млрд євро. Близько половини бюджетних коштів витрачається на виконання завдань спільної сільськогосподарської політики ЄС; ще третина спрямовується на структурні заходи — розвиток найбідніших регіонів, соціально-економічна перебудова проблемних регіонів та боротьба з безробіттям. Решта коштів (приблизно 20 %) розподіляються між внутрішніми потребами (науково-дослідні програми, енергетика, ядерна безпека, охорона довкілля, освіта і професійна підготовка, молодіжні та культурні програми, захист споживачів, транс'європейські мережі тощо) та зовнішньою діяльністю Союзу (зокрема, допомога країнам-кандидатам і третім країнам).
Спершу бюджет організації формувався з внесків країн-членів, але на початку 1970-х років була створена система власних ресурсів Спільноти.
Починаючи з 1988 року, річний бюджет ЄС визначається згідно з середньотерміновими фінансовими перспективами (перспективний фінансовий прогноз), які обмежують річні витрати. На Берлінському саміті в березні 1999 року глави держав та урядів ухвалили нову фінансову перспективу розвитку бюджету ЄС на період 2000–2006 рр.; 2003 року її поправили у зв'язку з розширенням ЄС. Наразі триває робота над новою фінансовою перспективою на період з 2007 по 2013 рр.